# Salomon August Andrée
Salomon August Andrée (født 18. oktober 1854, død oktober 1897) var en svensk ingeniør og eventyrer. I 1890'erne planlagde han noget, som ingen tidligere havde forsøgt, nemlig en ballonfærd til Nordpolen. Med økonomisk hjælp fra bl.a. kong Oscar 2. af Sverige og finansmanden Alfred Nobel skulle ekspeditionen finde sted i 1896 med start fra Spitsbergen på Svalbard i Ishavet. Forsøget mislykkedes dog det år, men i 1897 kom Andrée af sted sammen med to landsmænd. Den 11. juli 1897 var vindene rigtige, og Andrée og hans medrejsende Knut Hjalmar Ferdinand Frænkel (også han var ingeniør) og Fotografen Nils Strindberg tog af sted med «Ørnen» mod Nordpolen. Allerede kort efter starten gik dele af slæbelinerne (som skulle anvendes for at styre luftballonen) i stykker. Efter to dages færd strandede ekspeditionen på isen. Den fugtige luft frøs til is på ballonen, og tilisningen tyngede den ned.
De tre mænd forsøgte forgæves at nå Franz Josef Land med deres slæder, men måtte opgive, og i stedet slog de lejr på Kvitøya i oktober 1897, hvor de døde samme måned af ukendte årsager. De almindeligste teorier om dødsårsagen er trikinforgiftning, blyforgiftning samt udmattelse kombineret med væskemangel.
Efterladenskaberne efter ekspeditionsmedlemmerne, samt deres værktøj og dagbøger blev fundet af Bratvaag-ekspeditionen i 1930 på Kvitøya, nordøst på Svalbard.